# Facultad de Odontología (Universidad Nacional Autónoma de México)
La Facultad de Odontología de la Universidad Nacional Autónoma de México es la dependencia encargada de realizar docencia e investigación en odontología.
Cuenta además con una División de Estudios de Posgrado e Investigación en Odontología, donde se realizan distintas especialidades odontológicas e investigación, así como 9 clínicas ubicadas en la periferia de la Ciudad de México, para la atención buco-dental integral de sus habitantes. Fue fundada el 19 de abril de 1904.

## Clínicas periféricas
La facultad cuenta con una clínica central en sus instalaciones, así como nueve clínicas en donde sus alumnos y residentes brindan atención a la población, con cerca de cinco mil consultas diarias. Dichas clínicas fueron construidas a partir de 1971, a la par del Colegio de Ciencias y Humanidades y las Escuelas Nacionales de Estudios Profesionales, con el fin de "proporcionar atención dental a las comunidades marginadas tanto del área metropolitana como de la zona conurbada".
Las clínicas actuales a cargo de la facultad son:
- Las Águilas
- Aragón
- Azcapotzalco (Dr. Víctor Díaz Pliego), adjunta al CCH Azcapotzalco
- Milpa Alta
- Oriente (Dr. Salomón Evelson Guterman)
- Padierna
- Vallejo (Dr. José Salazar Ilarregui)
- Venustiano Carranza
- Xochimilco

## Carreras
- Cirujano Dentista (5 años)
- Higienista dental
- Técnico dental